# Ланговой, Сергей Петрович
Сергей Петрович Ланговой (1865—1924) — русский химик-технолог, профессор Московского технического училища.

## Биография
Родился 26 июня 1865 года[по какому календарю?] в купеческой семье; брат Алексея и Николая Ланговых.
В 1881 году окончил 3-ю Московскую гимназию, в 1888 — Императорское московское техническое училище, получив звание инженера-технолога. Работал на красильной фабрике Н. Н. Коншина в Серпухове, затем — на ситцепечатной фабрике Зубковых в Иваново-Вознесенске. С 1890 года до конца жизни преподавал в Императорском московском техническом училище на кафедре технологии органических веществ: с 1899 года — адъюнкт-профессор, с 1918 года — ординарный профессор Московского высшего технического училища.
Был членом Московского отделения Императорского Русского технического общества и секретарём Политехнического общества.
После Октябрьской революции, с 1919 года служил в Техническом совете Химпрома, затем — в Госплане. Был организатором и первым председателем Технического совета отдела химической промышленности ВСНХ РСФСР. Также руководил «Испытательной станцией кожевенной промышленности» — первого научного учреждения в СССР в этой отрасли.
Жил в Москве на Мясницкой улице (д. 38); на улице Земляной Вал; во Введенском (ныне Подсосенском) переулке (д. 8). Умер 2 ноября 1924 года в Москве. Похоронен на Новодевичьем кладбище (1 участок, 24 ряд).